# Мечеть Гияс ад-Дина
Мечеть Гияс ад-Дина (азерб. Qarğabazar məscidi) — мечеть в селении Каргабазар, построенная в XVII веке. Относящаяся к периоду правления династии Сефевидов, эта мечеть была построена в 1682 году.

## История
Мечеть относится к периоду правления династии Сефевидов, эта мечеть была построена в 1682 году.
Мечеть, известная как мечеть Шах Аббаса, расположена на скале над караван-сараем Шах Аббаса. Местные жители также называют её мечетью Хаджи Гияседдина (мечеть Гияс ад-Дина). В научной литературе она упоминается именно так, поскольку на надписи на крыше двери мечети ясно указано: «Эта мечеть была построена Хаджи Гияс ад-Дином милосердным слугой Всевышнего». Это соответствует 1683–1684 годам нашей эры.

## Архитектурные особенности
Мечеть Хаджи Гияс ад-Дина не имеет вестибюля. Она построена из местного камня и состоит из одного зала. Крыша выполнена в виде свода. Кроме входной двери, в строительстве не использовался древесный материал. Мечеть расположена на вершине скалистого холма в центре деревни. Караван-сарай, построенный в ту же эпоху (в XVII веке), находится на юге этого холма. Архитектурный анализ конструкций караван-сарая и мечети позволяет предположить, что обе постройки были возведены одним и тем же архитектором.